# Telargpalite
La telargpalite è un minerale.